# Rafał Brauer

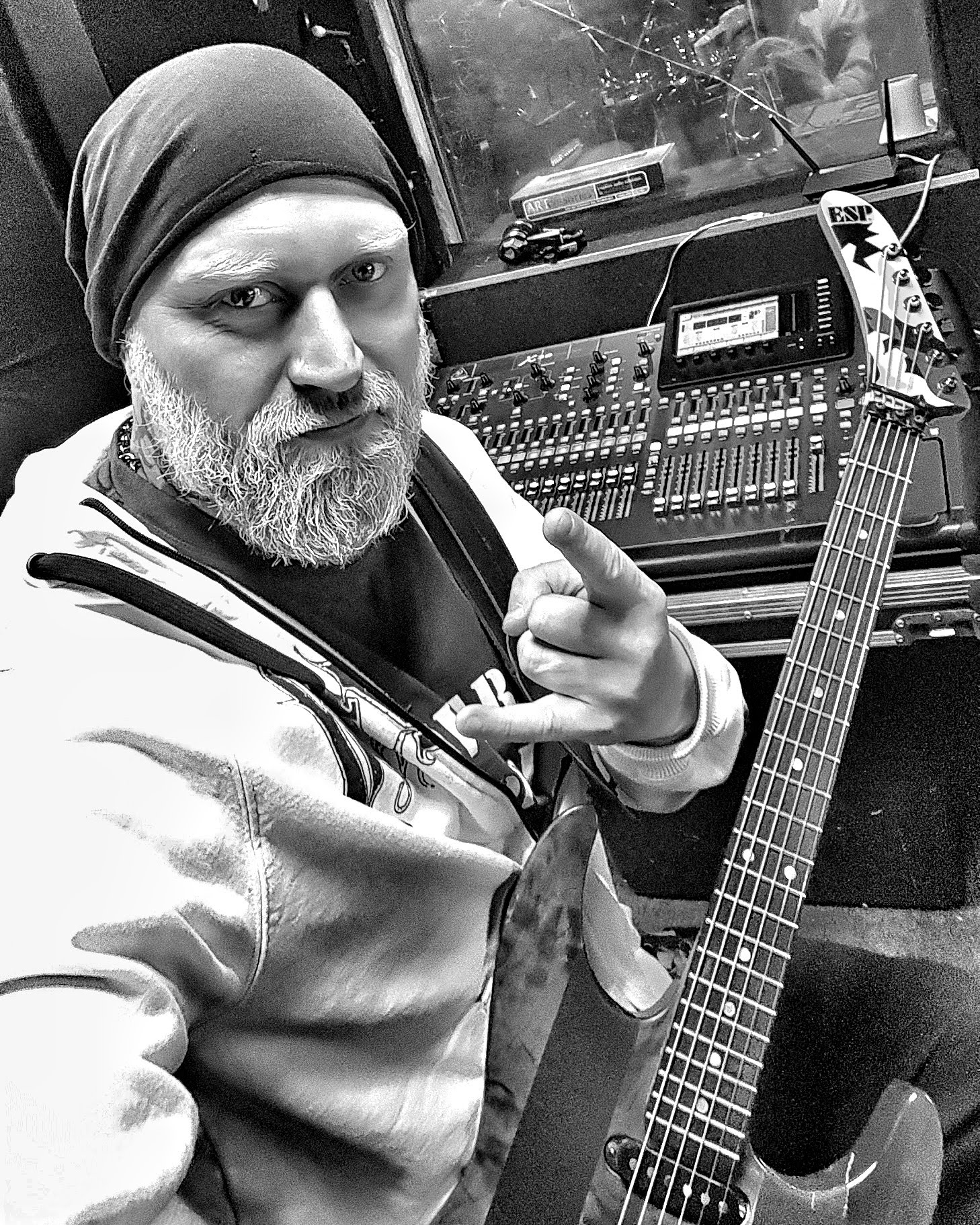
Rafał Brauer podczas sesji nagraniowej w 2019 roku

Rafał "Brovar" Brauer (ur. 14 lutego 1976), znany również jako Frost – polski muzyk, kompozytor, gitarzysta i basista. Znany z współpracy z grupami muzycznymi Behemoth, Blindead, Hefeystos, Thy Disease, Immemorial, Psychollywood, PIGFACE BEAUTY oraz Crionics. Brauer pracuje ponadto jako stage manager oraz guitar tech.
Od 2012 roku występuje w zespole PigFace Beauty.

## Dyskografia
- Behemoth – ...From the Pagan Vastlands (1994, Demo, Pagan Records)
- Behemoth – And the Forests Dream Eternally (1995, Demo, Enthropy Records)
- Sons of Serpent – Primeval Ones (1998, Demo, wydanie własne)
- Hefeystos – Psycho Cafe (1998, Wounded Love)
- Immemorial – After Deny (2003, Conquer Records)
- Blindead – Devouring Weakness (2006, Empire Records)
- Behemoth – Demonica (2006, Regain Records)
- Crionics – N.O.I.R. (2010, MSR Productions)
- PigFace Beauty - LOVE & HATE (2016, self release)
- Immemorial - Panic (2024, single)